# Bar-Lock-institutet
Bar-Lock-institutet var ursprungligen en privat yrkesskola i Stockholm, grundad 1906, som bland annat utbildade sekreterare. Skolan fick sitt namn från den amerikanska skrivmaskinen Bar-Lock som kom ut på marknaden 1888. Institutet erbjöd kurser i bland annat maskinskrivning, bokföring, handelsräkning, stenografi på svenska, tyska, engelska, franska och handelskorrespondens på tyska, engelska och franska. Bar-Lock-institutet hade också en populär ettårsutbildning till läkarsekreterare. Antalet elever uppgick på 1930-talet till över 1 200.
Skolans adresser varierade under åren. Undervisningen bedrevs till en början på Malmtorgsgatan för att 1917 flyttas till Hamngatan 38.Efter att sedan varit inhyst på Klarabergsgatan låg institutet från 1939 under tjugo års tid på Mäster Samuelsgatan. Efter att Norrmalms kommunala flickskola lämnade lokalerna i den Detthowska skolan 1960 flyttade institutet året därpå in på Eriksbergsgatan 10. År 1975 kommunaliserades skolan och uppgick då i Fridhemsplans gymnasium på Kungsholmen.

## Övrigt
Astrid Lindgren utbildade sig till sekreterare på Bar-Lock-institutet 1926-1927.